# Hohenweiden
Hohenweiden ist seit 2004 ein Ortsteil der Gemeinde Schkopau im Saalekreis (Sachsen-Anhalt).

## Geografie

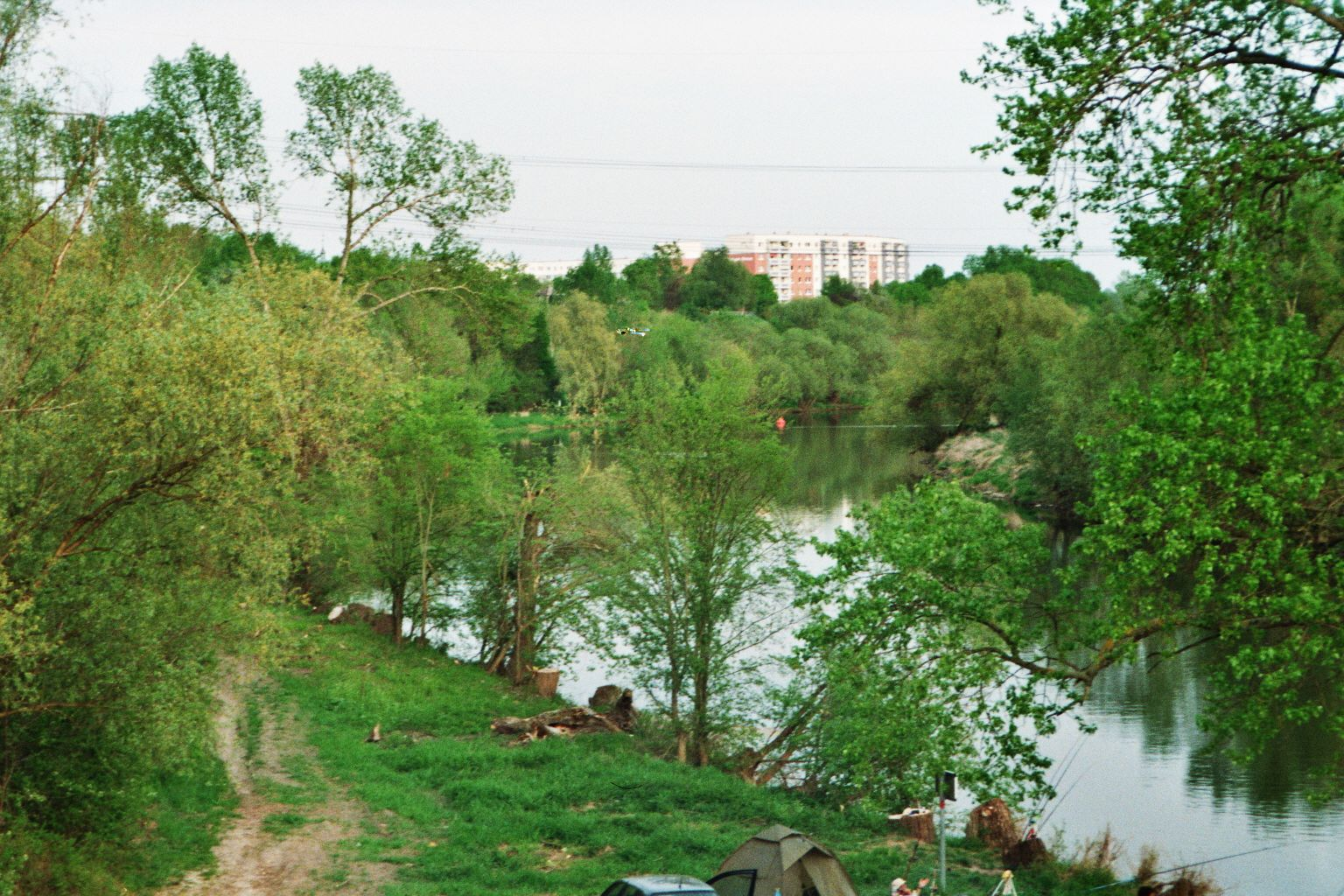
Blick von der Röpziger Saalebrücke auf die Mündung der Weißen Elster

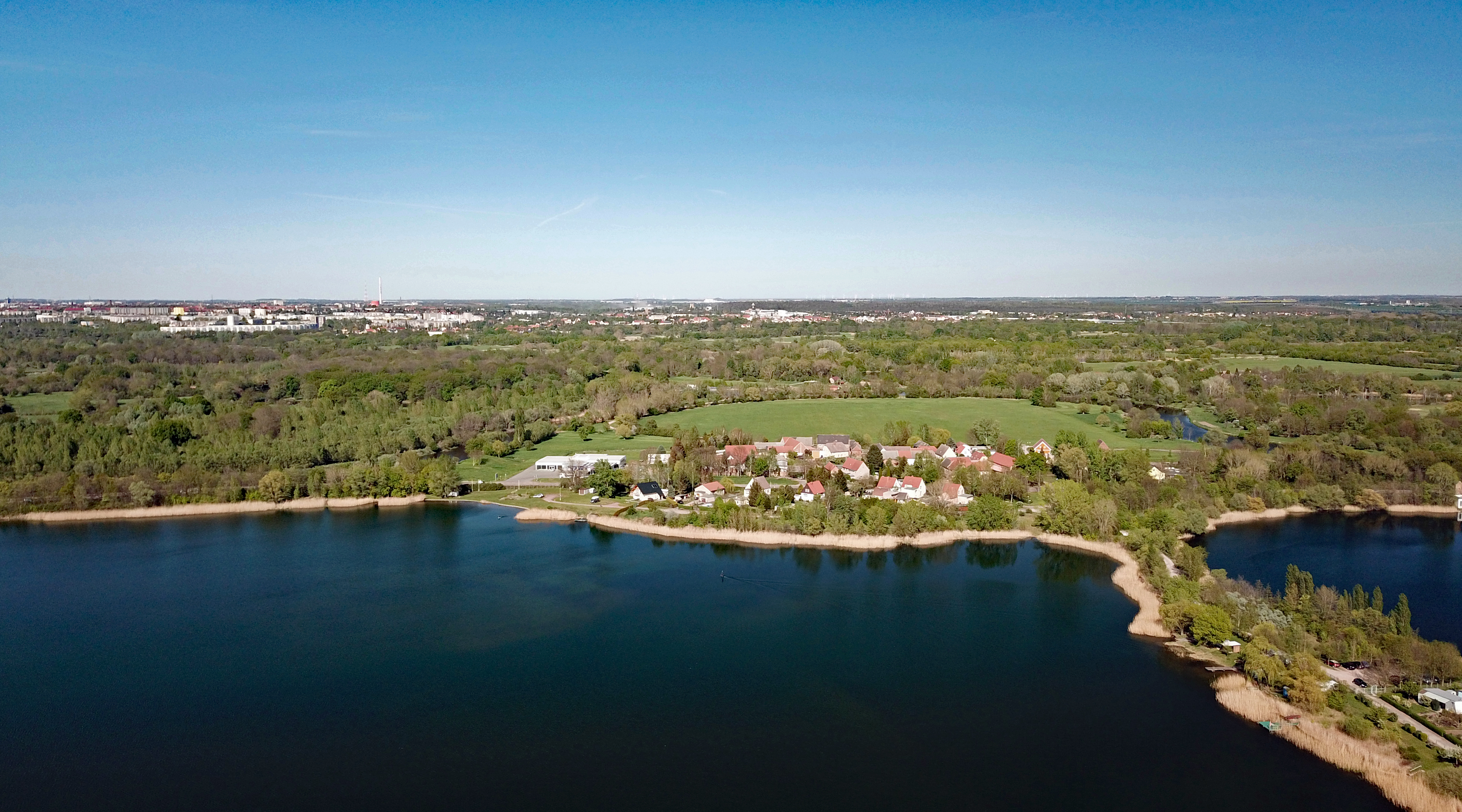
Rattmannsdorf aus der Luft (im Vordergrund: Rattmannsdorfer See; im Hintergrund: Halle-Ammendorf)

Hohenweiden liegt nordwestlich des Hauptortes Schkopau und südwestlich der Stadt Halle (Saale), im Nordwesten grenzt es an den Teutschenthaler Ortsteil Holleben. Der Ort liegt an der Straße zwischen Schkopau und Halle-Neustadt links der Saale und rechts der ehemaligen Kiesgruben, der Rattmannsdorfer Teiche (Rattmannsdorfer See und Hohenweidener See). Der Ortsteil Röpzig liegt an der Mündung der Weißen Elster in die Saale. Im Ortsteil Hohenweiden beginnt der bereits im Mittelalter angelegte Mühlgraben für die frühere Wassermühle in Holleben.

## Gliederung
Hohenweiden besteht aus den Ortsteilen Hohenweiden, Neukirchen, Rockendorf, Rattmannsdorf und Röpzig.

## Geschichte
Für die fünf heutigen Ortsteile von Hohenweiden sind folgende Ersterwähnungen belegt: Röpzig: 973 als das auf einer Saaleinsel liegende „Ripzi“, Hohenweiden: 1. August 1091 als das zum Kloster St. Petri in Merseburg gehörende „Wodina“, Rattmansdorf: 1174 als „Rattmersdorf“, Rockendorf: 1271 als „Rochendorp“ und Neukirchen: 1347 als „Nienkirchen“ (zu Neukirchen gehört noch das im 19. Jahrhundert eingemeindete 1174 ersterwähnte „Siekendorf“ „mit Kirche“). Zur Zeit der schriftlichen Ersterwähnung Hohenweidens im Jahr 1091 zählte das gesamte Gebiet um Merseburg zur Pfalzgrafschaft Sachsen. Später gehörten die fünf Orte bis 1815 zum hochstiftlich-merseburgischen Amt Lauchstädt, das seit 1561 unter kursächsischer Hoheit stand und zwischen 1656/57 und 1738 zum Sekundogenitur-Fürstentum Sachsen-Merseburg gehörte. Durch die Beschlüsse des Wiener Kongresses kamen die fünf Orte im Jahr 1815 zu Preußen und wurden 1816 dem Kreis Merseburg im Regierungsbezirk Merseburg der Provinz Sachsen zugeteilt, zu dem sie bis 1952 gehörten.
Am 1. Juli 1950 wurden Neukirchen, Rattmannsdorf, Rockendorf und Röpzig nach Hohenweiden eingemeindet. Bei der Kreisreform in der DDR kam Hohenweiden im Jahr 1952 zum Saalkreis im Bezirk Halle, 2004 mit der Eingemeindung nach Schkopau zum Landkreis Merseburg-Querfurt und 2007 mit diesem zum Saalekreis.
Am 1. August 2004 wurde Hohenweiden mit acht weiteren Gemeinden zur Einheitsgemeinde Schkopau vereinigt.

## Religion

### Evangelisch-lutherische Kirche
Die evangelisch-lutherische Kirche, die Dorfkirche in Neukirchen, gehört zur Kirchengemeinde Hohenweiden/Neukirchen im Kirchenkreis Halle-Saalkreis der Evangelischen Kirche in Mitteldeutschland.

### Römisch-katholische Kapelle
Nach dem Zweiten Weltkrieg kamen durch die Flucht und Vertreibung Deutscher aus Mittel- und Osteuropa wieder viele Katholiken in die seit der Reformation evangelisch-lutherisch geprägte Region um Hohenweiden, sie gehörten zunächst zur Pfarrvikarie Schkopau.
Wegen der großen Zahl der Katholiken in der Pfarrvikarie Schkopau wurde 1964 in Rockendorf eine Scheune gepachtet, die auf dem Grundstück Rockendorfer Straße 19 stand, und zu einer Kapelle umgebaut, die das Patrozinium des Papstes Pius X. bekam. Am 3. September 1965 erfolgte ihre Konsekration durch Friedrich Maria Rintelen, den in Magdeburg ansässigen Weihbischof des Erzbistums Paderborn, zu dem Rockendorf damals gehörte. Zur Gründung einer eigenen katholischen Gemeinde kam es in Rockendorf nicht.
Nachdem die Zahl der Katholiken in der Zeit der DDR wieder erheblich abgesunken war, wurde die Kapelle in Rockendorf 1988 aufgegeben. Heute gehören Katholiken in Hohenweiden zur Pfarrei St. Norbert mit Sitz in Merseburg im Bistum Magdeburg. Die nächstgelegenen katholischen Kirchen sind St. Marien (Halle) und Maria Königin (Bad Lauchstädt).

## Verkehrsanbindung
Hohenweiden liegt an der Landstraße 171 (Halle-Neustadt – Schkopau), die die Bundesstraßen 80 und 91 verbindet. In nördlicher Richtung führt eine weitere Straßenverbindung über Röpzig in den Süden von Halle.
Im öffentlichen Nahverkehr ist Hohenweiden über die Haltestellen Fleischergasse und Str. des Friedens mit folgender Linie erreichbar:
- 314 (OBS): Merseburg – Hohenweiden – Holleben – Halle (Saale)
- 326 (OBS): Teutschenthal – Halle-Neustadt – Merseburg

## Sehenswürdigkeiten
| Saale-Elster-Talbrücke über den Rattmannsdorfer See | Die längste Brücke Deutschlands, die Saale-Elster-Talbrücke, verläuft über den Rattmannsdorfer See. |
| Kirche in Neukirchen                                | Evangelische Dorfkirche Die Dorfkirche im Ortsteil Neukirchen ist ein einschiffiger Bruchsteinbau mit dreiseitigem Ostschluss und Westquerturm. Der Westquerturm, an dem noch die Schallarkaden mit Würfelkapitellen erhalten sind, stammt aus der zweiten Hälfte des 12. Jahrhunderts (Siekendorf mit Kirche 1174 ersterwähnt). Das Kirchenschiff ist ein spätgotischer Neubau (inschriftlich 1523) mit nochmals später angebautem Nordportal (inschriftlich 1610). An der Kirche befinden sich außen zwei barocke Grabsteine. Zwei Inschriftsteine an der Nordostecke des Chores (1630 und 1830) erinnern an die Übergabe der Augsburgischen Konfession 1530. Das Innere der Kirche ist gekennzeichnet durch eine Muldendecke und eine Hufeisenempore aus dem 19. Jahrhundert. Bedeutende Ausstattungsgegenstände sind eine Sandsteintaufe (inschriftlich 1614), der Kanzelaltar aus Holz (um 1750) und der Orgelprospekt (1819). |
|                                                     | Gutshaus Hohenweiden |
| Taubenturm                                          | Taubenturm |
|                                                     | Rattmannsdorfer See und Hohenweidener See |

Die beiden Seen sind ehemalige Kiesgruben. Die Kiesgewinnung wurde mit dem Bau der Bunawerke in Schkopau Mitte der 1930er Jahre begonnen. Der südliche Teil der Rattmannsdorfer Kiesgruben stammt aus dieser Zeit. Nach 1945 wurde die Kiesgewinnung wieder aufgenommen und der nördliche Teil ausgebeutet. Später wurde dann noch die Hohenweidener  Kiesgrube erschlossen und bis in die 1990er Jahre betrieben.